# 卡尔·迪比奇
卡尔·迪比奇（Karl Diebitsch，1899年1月3日—1985年8月6日）是一位德国艺术家、党卫队军官，在納粹德國时代为党卫队设计了大量标志、制服、勋奖章，包括党卫队军官的带链匕首刀鞘。迪比奇和平面设计师瓦尔特·赫克一起设计了党卫队全黑色制服。迪比奇还和商业伙伴、实业家弗朗茨·纳吉（Franz Nagy）一起开始了阿拉克艺术瓷器的制造。